# Hibbertia virgata
Hibbertia virgata är en tvåhjärtbladig växtart som beskrevs av Robert Brown och Dc. Hibbertia virgata ingår i släktet Hibbertia och familjen Dilleniaceae. Inga underarter finns listade i Catalogue of Life.